# 우구이스자와정
우구이스자와정(鶯沢町)은 미야기현 북서부의 구리하라군에 있던 마을이다. 1100년 역사의 납과 아연을 생산하는 호소쿠라 광산이 있었다. 2005년 4월 1일에 구리하라군 전체가 합병해, 구리하라시가 되었다. 우구이스자와로 약자로 표기되기도 한다.

## 지리
미야기 현 북서부, 구리코마 산의 남동쪽 기슭에 위치하며 북쪽으로 구리코마 산을 바라본다. 정역은 대부분 산지이다. 2005년에 폐지할 때까지 오랫동안 합병을 경험하지 않았기 때문에 주변 마을보다 면적이 작았다.

## 역사
- 1889년 - 정촌제 시행 이전의 우구이스자와 촌이 그대로 계속된다
- 1951년 4월 1일 - 정으로 승격하였다.
- 2005년 4월 1일 - 우치젠마치촌과 합병해 구리하라시가 되었다.

## 행정
마지막 정장 : 쿠즈오카 시게토시 (2003년~ )

### 산업
- 산업별 취업자 수(2000년 인구조사)
  - 제1차 산업 : 258명
  - 2차산업 : 630명
  - 제3차 산업 : 642명
- 산업별 생산액([1999년] 시정촌민 소득 통계)
  - 제1차 산업: 303.
  - 2차 산업 : 3,431.4백만엔
  - 3차산업 : 3,619.1백만엔

## 교통

### 도로
- 국도 457호선